# 江戸家猫八 (3代目)
3代目江戸家 猫八（さんだいめ えどや ねこはち、1921年10月1日 - 2001年12月10日）は、物真似師、俳優。落語芸術協会に所属していた。本名は岡田 六郎（六男だったため、六郎と名付けられる）。愛称は江戸猫。

## 来歴・人物
父は初代江戸家猫八。落語家の三遊亭歌司は長女の夫、四代目江戸家猫八（初代江戸家小猫）は長男、江戸家まねき猫は次女、江戸家猫ハッピーは三女、五代目江戸家猫八（二代目江戸家小猫）は孫（4代目猫八の長男）。

## 略歴
- 1940年　古川緑波一座に入団し、俳優となる。
- 1942年　召集により南方戦線を転々とする。ラバウル・北千島の輸送任務では九死に一生を得る。
- 1945年　広島市宇品（現在の南区宇品）の大日本帝国陸軍船舶司令部（正確には陸軍船舶砲兵連隊 / 通称「暁部隊」）兵長として軍務中の8月6日、被爆。
- 1949年　戦後も所属していた古川ロッパ一座を3月に退団するも、ロッパとの仕事は続く[注釈 1]。なお同劇団は5月に自然消滅。
- 1950年　父の弟子であった2代目猫八（木下華声）から、父の物真似芸を継ぐよう薦められ、芸を教わって寄席修行をし、この年に、3代目江戸家猫八を襲名。
- 1956年　三遊亭小金馬（後の四代目三遊亭金馬・二代目三遊亭金翁）・一龍斎貞鳳とNHK「お笑い三人組」（八ちゃん役）に出演。11年つづく。
- 1979年　落語協会から落語芸術協会に移籍。当時落語協会では色物に舞台の主任（トリ）をとらせない決まりがあった[注釈 2]ため、色物でも主任をとることができる落語芸術協会に移籍した。
  - 第34回文化庁芸術祭大衆芸能部門優秀賞受賞。
- 1981年　第36回文化庁芸術祭大衆芸能部門優秀賞受賞。
- 1982年　第2回花王名人大賞（関西テレビ）諸芸部門名人賞受賞。
- 1986年　第2回浅草芸能大賞大賞受賞。
- 1988年　紫綬褒章を受章。
- 1994年　勲四等旭日小綬章を受章。
- 2001年　12月10日、心不全のため東京都青梅市の病院で死去した。80歳没。墓所は父と同じ雑司ヶ谷霊園。

## 広島での被爆
広島に原爆が投下された1945年8月6日当時、23歳の猫八は同市内宇品（現・広島市南区）に駐屯する陸軍船舶砲兵第1連隊（暁2953部隊）の「岡田六郎兵長」として軍務に従事していた。当日朝は地方巡業中の移動劇団「桜隊」の一員として広島に滞在していた旧知の女優・園井恵子と会う予定であったが、前日の軍旗祭（連隊記念祭）で声帯模写を披露し獲得した優勝賞品の酒を飲み過ぎ、二日酔いで寝坊したため朝の点呼に遅刻し園井と会うことができなくなった。そして部下の初年兵に起こされた直後に原爆投下に遭遇した（このとき園井は爆心地に近い宿舎で被爆し、神戸まで避難したものの8月21日に原爆症で死去）。
しかし連隊が置かれていた宇品は爆心地から3km以上隔たっていたため直接の被害は少なく、猫八は比治山町の船舶砲兵団司令部との連絡を取るため御幸橋方面の被害状況の偵察を上官から命じられ、初めて惨状を目の当たりにすることになった。その後彼は暁部隊の一員として市内の救援・医療活動に動員されたため、市内に高度に残留していた放射線に被曝、復員後は生涯にわたって二次被爆が原因と思われる体調不良と戦い続けることとなった。
被爆時・事後の救援・医療活動動員での体験は、猫八にとってあまりにも悲惨で生涯トラウマとなるほど忌まわしいものであったため、長い間この体験は語られなかったが、後年「兵隊ぐらしとピカドン」「キノコ雲から這い出した猫」を著して自らの被爆当時を記している（同様に暁部隊の一員として被爆した人物には、司令部付きの兵卒であった思想史家・丸山真男がいる）。

## 出演作品

### テレビドラマ
- 母帰る
- アッちゃんシリーズ
- 青年同心隊 第9話「喰らいついたら離れるな」（1964年、TBS）- 駕籠舁きの亀三
- 快獣ブースカ（1966年 - 1967年） - 屯田栄之助
- ウルトラマン 第37話「小さな英雄」（1967年） - 友好珍獣 再生ピグモンの鳴き声 役[1]
- 特別機動捜査隊
- 五番目の刑事 第8話「その玩具に手を出すな」（1969年、NET / 東映） - 伊沢茂夫 役
- 時間ですよ
- 繭子ひとり
- 花よりだんご
- チャコちゃんシリーズ
- 鬼平犯科帳（松本白鸚 版）（1969年 - 1972年、NET / 東宝） - 三次郎 役
  - 第61話「あほうがらす」（1970年）- 和泉屋万右衛門 役
- 非情のライセンス 第1シリーズ 第39話「兇悪のライフル」（1973年） - 宮寺 役
- 俺たちの朝 18話「初恋の人とろうけつ染とカアコの御主人」（1977年2月20日、日本テレビ / 東宝） - 染元
- 連続テレビ小説（NHK）
  - マー姉ちゃん（1979年、第23作） - 植辰
- 鬼平犯科帳（萬屋錦之介 版)
  - 第1シリーズ 第9話「敵」（1980年）
  - 第2シリーズ 第23話「金太郎そば」（1981年） - 藁馬の重兵衛 役
- 西田敏行の泣いてたまるか 第6話「こちら突撃リポーター」（1986年、TBS）
- 愛の劇場（TBS）
  - 誘惑（1987年） - 玄さん 役
- 鬼平犯科帳（中村吉右衛門 版）（1989年 - 2001年、フジテレビ） - 相模の彦十 役
- イキのいい奴
- 剣客商売（藤田まこと版） - 嘉助 役（第3シリーズまで）
- 土曜ドラマ（NHK）
  - 春の一族（1993年） - 及川源次 役
- 必殺仕事人 第35話「飛技万才踊り攻め」 - つる吉役（1980年）
- 必殺仕事人IV 第7話「主水 忘年会の幹事でトチる」 - ピン助役
- ジャンボーグA 第20話「ポンコツ自動車の大反乱!」 - 敬介役
- ウルトラマンタロウ 第26話「僕にも怪獣は退治できる!」 - 竹雄の父・仙吉役
- ダンナ様は18歳
- 火曜サスペンス劇場（日本テレビ）
  - 「松本清張スペシャル・山峡の湯村」（1992年） - 梅田敏治 役
  - 「下町葬儀屋事件簿」（1995年） - 瀬田龍三 役
  - 「地方記者 立花陽介⑥ 鎌倉湘南通信局」（1995年） - 山野厳 役
- 東京龍 TOKYO DRAGON（1997年8月25日 - 28日、NHK BS）
- 盤嶽の一生 第3話「津軽の男」（2002年、フジテレビ）-茶店の親爺

ほか

### その他のテレビ番組
- お笑い三人組
- 歌のグランプリショー - 司会者
- ひょっこりひょうたん島　ネンネ役
- 笑点 - 2000年12月17日放送回に親子で出演した

### ラジオ番組
- 芸能ダイヤル「三人のジョッキー」（NHKラジオ第1、1964年4月12日 - 1965年4月4日）

### 映画
- 剣豪対豪傑 誉れの決戦（1956年）
- 花嫁は待っている（1957年）
- お笑い三人組（1958年）
- 大笑い捕物帖（1958年）
- 負ケラレマセン勝ツマデハ（1958年）
- 銭形平次捕物控 雪女の足跡（1958年）
- 大江戸千両祭（1958年）
- 初春狸御殿（1959年）
- 落語天国紳士録（1960年）
- 俺は都会の山男（1961年）
- お笑い三人組 怪しい奴にご用心（1961年）
- お笑い三人組 泣き虫弱虫かんの虫の巻（1961年）
- カミナリお転婆娘（1961年）
- 大学かぞえうた　先輩・後輩（1962年）
- 腰抜けガン・ファイター（1963年）
- 海抜0米（1964年）
- 雨の中の二人（1966年）
- 友を送る歌（1966年）
- 北国の旅情（1967年）
- 残雪（1968年）
- 続・与太郎戦記（1969年）
- 満願旅行（1970年）
- 喜劇 三億円大作戦（1971年）
- 若大将対青大将（1971年）
- 伊豆の踊子（1974年）
- 茗荷村見聞記（1979年）
- 港町紳士録（1979年）
- お母さんのつうしんぼ（1980年）
- ヒロシマのたたかい はだしのゲン PART3（1980年）
- 裸の大将放浪記（1981年）
- ユッコの贈りもの コスモスのように（1982年）
- お葬式（1984年）
- みんなあげちゃう（1985年）
- 塀の中の懲りない面々（1987年）
- 釣りバカ日誌（1988年）
- 公園通りの猫たち（1989年）
- せんせい（1989年）
- RAMPO（1994年）
- 億万長者になった男。（1994年）
- 大夜逃 夜逃げ屋本舗3（1995年）
- 鬼平犯科帳 劇場版（1995年）
- 出* 東京龍 TOKYO DRAGON（1997年）
- どら平太（2000年）

### CM
- グンゼ（1981年）- 初代江戸家小猫（現：四代目江戸家猫八）と共演
- マルキュー（釣り餌）
- 吉野石膏（ニューラスボード&YNプラスター） - 初代江戸家小猫（現：四代目江戸家猫八）と共演

## 著書
- 吾輩は猫ではない ポプラ社, 1983.2
- 兵隊ぐらしとピカドン 吾輩は猫ではない2  ポプラ社, 1983.8
- 二足のわらじをはいた猫 吾輩は猫ではない3　ポプラ社, 1984.2
- 魚に釣られた猫 猫八のおもしろ釣れづれ人生 桃園書房, 1985.6
- おかあちゃんは二人いらない 筑摩書房, 1986.8
- 猫とまたたび  筑摩書房, 1989.9
- キノコ雲から這い出した猫  中央公論社, 1995.8

## CD
- お笑い百貨事典7 昭和34年〜39年 テレビ・コメディーブーム  2000
  - 「動物ものまね」を収録

## DVD
- 昭和名人芸大全~珍芸・奇芸・ビックリ芸~五日目 木村万里、江戸家猫八、ゼンジー北京、ボンサイト 2002
- NHK想い出倶楽部~昭和30年代の番組より~(5)お笑い三人組 江戸家猫八、一龍斎貞鳳、三遊亭小金馬、楠トシエ 2003

## その他
自ら車の運転をしていたが、自宅の車庫が非常に狭く、常に車庫入れの際は車庫の壁と車の隙間が数センチ単位での微調整を余儀なくされており、車庫入れの模様をワイドショーやバラエティー番組などで放送されることもあった。
中央競馬の馬主としても活動しており、中央競馬で10勝を挙げた他京成杯3歳ステークス、東京4歳ステークスで2着に入ったキヤツトエイト（同馬の甥にオペックホースがいる）などを所有した。
『鬼平犯科帳』に出演していたこともあり、所属していた落語芸術協会の同僚である桂歌丸から中村吉右衛門のサインをもらってほしいと仲介役を頼まれたことがあったという。これは吉右衛門と歌丸の接点が直接なかったためとのことだが、猫八没後に吉右衛門は「（歌丸が）照れ屋さんだったんでしょうね」と頭をなでながら語っている。
実は猫が苦手で、猫好きの三女江戸屋猫ハッピーが保護した捨て猫を飼うことに反対していたが、結局名前も付けて家に迎えたことがある。